# Triangel (virksomhed)
 For alternative betydninger, se Triangel (flertydig). (Se også artikler, som begynder med Triangel)
Triangel, eller De Forenede Motorfabrikker Triangel Odense var en dansk fabrik, der fra 1918 til 1959 lavede lastbiler, busser og tog. Disse var meget almindelige på de danske veje og jernbaner helt frem til midten af 1960'erne, hvor de enten blev ophugget eller overdraget til veteranklubber såsom Sporvejsmuseet Skjoldenæsholm og Dansk Jernbane-Klub, for at bare at nævne nogle få.
Gentofte Brandmuseum på Hellerupvej i Hellerup rummer brandsprøjter fra Triangel.